# Hòa Khê
Hòa Khê là một phường thuộc quận Thanh Khê, thành phố Đà Nẵng, Việt Nam.
Phường Hòa Khê có diện tích 1,62 km², dân số năm 2005 là 14.454 người, mật độ dân số đạt 8.922 người/km².

## Lịch sử
Phường Hòa Khê được thành lập năm 2005 trên cơ sở một phần diện tích và dân số của phường An Khê.